# Unfall der Il-76 RA-76840 „Nikolai Kamanin“
Bei dem Unfall eines Löschflugzeugs des russischen Katastrophenschutzministeriums am 1. Juli 2016 in dem Gebiet Irkutsk kamen alle 10 Besatzungsmitglieder einer Iljuschin Il-76 ums Leben.

## Maschine und Besatzung
Das verunglückte Flugzeug war eine Iljuschin Il-76 TD mit dem Luftfahrzeugkennzeichen RA-76840, die 1994 unter der Werksnummer 1033417553 fertiggestellt wurde. Zum Zeitpunkt des Unglücks hatte es 9064 Flugstunden absolviert. Das Flugzeug, welches in Ramenskoje stationiert war, gehörte dem russischen Katastrophenschutzministerium und wurde ab 1995 vom Ministerium eingesetzt. Die Besatzung galt als überdurchschnittlich erfahren und hatte insgesamt mehr als 71.000 Flugstunden absolviert, worauf allein über 12.000 Stunden auf den Piloten und über 5.500 Stunden auf den Copiloten entfielen. Zudem war die Crew mit dem Unfallgebiet sehr gut vertraut, da sie bereits seit einigen Jahren in diesem Gebiet eingesetzt wurde.

## Flugverlauf
Am 1. Juli 2016 startete das Löschflugzeug um 10.19 Uhr (Ortszeit)/5.19 Uhr (Moskauer Zeit) vom Flughafen Irkutsk mit zehn Besatzungsmitgliedern an Bord. Ziel des Fluges war es, die seit mehreren Tagen andauernden Waldbrände im Distrikt Kachug der Oblast Irkutsk, nordöstlich von Irkutsk zu bekämpfen. Nach dem Anflug auf das Zielgebiet gegen 11.02 Uhr (Ortszeit) und einer 180° Kurve wurde das Bodenannäherungs-Warnsystem mehrmals ausgelöst, da das Flugzeug in geringer Höhe über bergigem Gebiet operierte.
Gegen halb sieben Uhr morgens (Moskauer Zeit) brach der Funk- und Radarkontakt mit der Maschine ab. Der Unfall ereignete sich um 11.13 Uhr (Ortszeit). Einwohner des nahegelegenen Dorfes Rybny Ujan zufolge hörten einen lauten Knall gefolgt von dem Stillstand des Triebwerklärms nachdem die Maschine das Dorf passierte. Auch mehrere Förster überflog die Maschine noch vor dem Unfall. Unmittelbar danach hörten sie ein Schlaggeräusch, das sich allerdings von einer Explosion unterschied.
Durch den Unfall löste das Flugzeug einen weiteren Waldbrand aus.
Bereits im Vorfeld konnte die Besatzung in dem Gebiet während dieser Waldbrandsaison auf 33 Flügen sieben Brandherde löschen und so über 50.000 Personen in 30 Siedlungen schützen.

## Suche und Fund
Unmittelbar nach dem Verschwinden startete eine Suchaktion, die zeitweise 605 Personen, UAVs sowie 17 Hubschrauber und Flugzeuge involvierte. Das russische Katastrophenschutzministerium stellte davon 495 Personen, sowie 11 Hubschrauber und Flugzeuge. Das Suchgebiet umfasste insgesamt mehr als 2.500 km². Starker Rauch, Nebel und das schlecht zugängliche Gebiet behinderten die Suchmannschaften. Am 3. Juli gegen zwei Uhr morgens (Moskauer Zeit) wurde das bis auf das Leitwerk völlig zerstörte Wrack der Maschine vier/neun Kilometer süd-/östlich von Rybny Ujan und 650 Kilometer nordöstlich von Irkutsk an einem bewaldeten Abhang von Einheiten des Katastrophenschutzministeriums und der Forstverwaltung entdeckt. Aufgrund des Zustand des ausgebrannten Wracks musste von dem Tod aller 10 Besatzungsmitglieder ausgegangen werden.
Den Suchmannschaften gelang es in den Folgetagen alle Besatzungsmitglieder sowie die zwei intakten Flugschreiber zu bergen.

## Ermittlungen
Das Zwischenstaatliche Luftfahrtkomitee nahm am 2. Juli an der vermuteten Unfallstelle die Ermittlungen auf. Direkt nach dem Unfall wurden zunächst menschliches oder technisches Versagen sowie ungünstige Wetterverhältnisse als Unglücksursache in Betracht gezogen. Die beiden Flugschreiber konnten trotz ihrer Beschädigung durch den Brand erfolgreich im Labor des Luftfahrtkomitees in Moskau ausgelesen werden und lieferten die Informationen, dass zum Zeitpunkt des Unfalls schlechte Sichtverhältnisse aufgrund des Waldbrandes herrschten, sowie keine Triebwerks- oder Systemausfälle für den Unfall infrage kamen. Zudem konnte die Besatzung durch diesen Erkenntnisgewinn als konzentriert eingestuft werden. Am 5. August veröffentlichte das ermittelnde Komitee einen Zwischenbericht. Das Ergebnis eines Abschlussberichts steht bislang noch aus.
Eine der bis dahin gängigsten Theorien geht von einem Schubverlust der Turbinen aus, der durch die Waldbrände verursacht worden sein könnte. Dabei könnte die heiße Luft der Waldbrände in die Turbinen geraten sein und einen Schub- und Höhenverlust des tieffliegenden Löschflugzeugs verursacht haben. Infolgedessen könnte das Flugzeug Baumwipfel und danach einen Hügel gestreift haben und abgestürzt sein.

## Folgen
Aufgrund des Ereignisses wurde im Gebiet Irkutsk ein Tag Trauer wie auch Trauerbeflaggung angeordnet. Die getöteten Besatzungsmitglieder wurden nach einer Beerdigungszeremonie am 6. Juli beerdigt und bekamen auf Drängen des Katastrophenschutzministers Wladimir Putschkov den russischen Tapferkeitsorden posthum verliehen. In Erinnerung an das Unglück stellten Einheiten des Katastrophenschutzministeriums nach Beendigung der Bergungsarbeiten ein 12 Meter hohes Kreuz, welches die abgetrennte Hecknummer des Flugzeugs trägt, an der Unfallstelle auf.